# 1849 en mathématiques
Cet article présente les faits marquants de l'année 1849 en science.

## Évènements
- Le mathématicien français Édouard Roche calcule la distance limite d'un objet proche d'un astre, qui subit la force de marée brisant ce corps, dite limite de Roche[1].

## Naissances

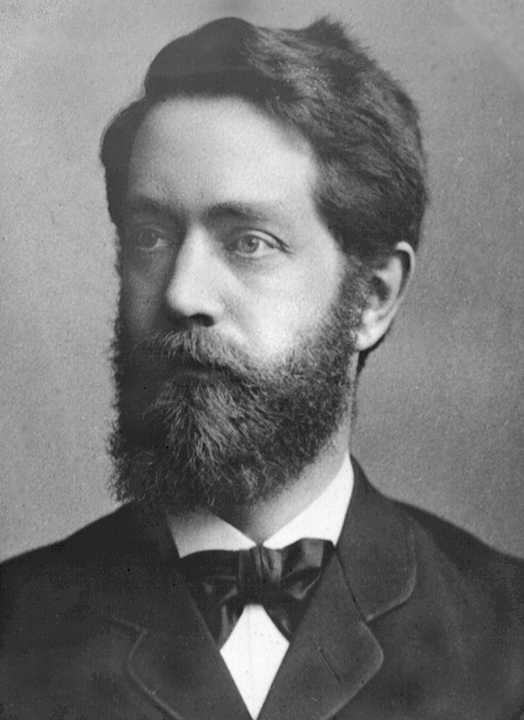
Felix Klein

- 25 avril : Felix Klein (mort en 1925), mathématicien allemand.
- 1er juin : Gustav von Escherich (mort en 1935), mathématicien autrichien.
- 6 juillet : Alfred Kempe (mort en 1922), mathématicien britannique.
- 26 octobre : Ferdinand Georg Frobenius (mort en 1917), mathématicien allemand.
- 27 novembre : Horace Lamb (mort en 1934), mathématicien britannique.
- 16 décembre : Julius König (mort en 1913), mathématicien hongrois.

## Décès
- 15 février : Pierre François Verhulst (né en 1804), mathématicien belge.
- 11 mars : Louis Richard (né en 1795), mathématicien français.
- Juillet : John Goldingham (né en 1767), mathématicien, ingénieur et astronome anglais.
- 1er novembre : Giambattista Magistrini (né en 1777), mathématicien italien.
- 15 décembre : Louis-Benjamin Francœur (né en 1773), mathématicien français.